# Speed of Light
Speed of Light és el quart àlbum d'estudi de Corbin Bleu publicat el 10 de març de 2009 per la discogràfica Hollywood Records.

## Cançons
| #  | Títol                 | Duració |
| -- | --------------------- | ------- |
| 1  | "Speed of Light"      | 4:18    |
| 2  | "Paralyzed"           | 2:51    |
| 3  | "Moments That Matter" | 4:52    |
| 4  | "Fear of Flying"      | 4:27    |
| 5  | "Champion"            | 3:42    |
| 6  | "Rock 2 It"           | 3:34    |
| 7  | "Whatever It Takes"   | 4:03    |
| 8  | "Willing to Go"       | 3:38    |
| 9  | "My Everything"       | 2:52    |
| 10 | "Angel Cry"           | 3:31    |
| 11 | "Close"               | 3:20    |
| 12 | "Celebrate You"       | 3:10    |
| 13 | "Bodyshock"           | 3:07    |